# Richard G. Hirsch
Richard G. Hirsch (Cleveland, Ohio, 13 de septiembre de 1926–Boca Ratón, Florida, 17 de agosto de 2021) fue un rabino reformista, sionista y líder pacifista estadounidense apodado como el “Arquitecto del Sionismo Reformista” por su labor para impulsar la adhesión del Judaísmo Reformista a nivel mundial al Movimiento Sionista. Fue presidente de varias instituciones judías de alcance mundial, como la Unión Mundial para el Judaísmo Progresista y el Consejo General Sionista.

## Primeros años y formación
Nació en Cleveland, Ohio en 1926, y ya de pequeño se sintió atraído por el idioma hebreo y se propuso hablarlo con fluidez. El rabino Hirsch se graduó en la Universidad de Cincinnati en 1947. De 1949 a 1950 estudió en la Universidad Hebrea de Jerusalén y fue ordenado en 1951 en el Hebrew Union College – Instituto Judío de Religión , recibiendo el título de Maestría en Letras Hebreas con honores. 
De 1951 a 1953, Hirsch ofició como rabino en Temple Emanuel, Chicago, Illinois, y de 1953 a 1956 en Temple Emanuel, Denver, Colorado. De 1956 a 1961 fue Director de la Federación de Chicago y el Consejo de los Grandes Lagos de la Unión de Congregaciones Hebreas Estadounidenses de la Unión para el Judaísmo Reformista.
El rabino Hirsch fue el director fundador del Centro de Acción Religiosa (RAC, por sus siglas en inglés) del Movimiento Reforma en Washington D. C., donde sirvió de 1962 a 1973. 

## Un reformista en Israel
Un verano, dirigió un campamento para judíos estadounidenses y allí conoció a quien sería su esposa, Bella, quien había viajado desde Israel para enseñar y trabajar con el personal y los niños. Bella había nacido en la ex Unión Soviética. Rápidamente se enamoraron y se casaron. En tres años y medio, tuvieron cuatro hijos.La familia migró a Israel en1972. En 1973, fue designado director ejecutivo de la Unión Mundial para el Judaísmo Progresista.
Fue apodado como el “arquitecto del sionismo reformista y del movimiento mundial por el judaísmo progresista” debido a que fue el principal impulsor de la afiliación del judaísmo reformista a la Organización Sionista Mundial y a la Agencia Judía para Israel. Hirsch también fue responsable de la construcción de la ampliación del campus del Hebrew Union College en Jerusalén. Como presidente de la Unión Mundial para el Judaísmo Progresista, que representa al movimiento Reformista en todo el mundo, trasladó la sede central internacional del movimiento desde Nueva York a Jerusalén.
La impronta de Hirsch en el esfuerzo por ampliar la presencia del movimiento reformista en Israel quedó evidenciada en el legado de sus acciones. Hoy, además del amplio campus en la calle King David, Hebrew Union College en Jerusalén ha ordenado a más de 120 rabinos israelíes. Fuera de eso, el movimiento también construyó dos kibbutz, cerca de 50 sinagogas, la Escuela Leo Baeck de Haifa, el Centro de Acción Religiosa de Israel en Jerusalén, programas educativos y de justicia social previos al ejército para estudiantes que finalizan la secundaria, e innumerables jardines de infantes y escuelas ubicadas estratégicamente en todo el estado.
En reconocimiento a sus esfuerzos, el Teatro Hirsch recibió su nombre en honor a él y su esposa.
En 2010, fue uno de los doce israelíes invitados a encender una antorcha durante las ceremonias oficiales del Día de la Independencia de Israel. Fue el primer rabino reformista en recibir tal honor.[cita requerida]

## Centro de Acción Religiosa del Judaísmo Reformista
Hirsch fue el director fundador del Centro de Acción Religiosa del Judaísmo Reformista en Washington, e inspiró a Kivie Kaplan, un amigo acaudalado, a donar un antiguo edificio de una embajada de cuatro pisos en Massachusetts Avenue en el que instaló un local y atrajo otras organizaciones judías para continuar su trabajo en nombre de los derechos humanos y los derechos civiles.

En su discurso de presentación del CAR, el 30 de noviembre de 1962, Hirsch invitó a los judíos de su tiempo a pensar el panorama completo de la justicia social, en lugar de centrarse únicamente en los problemas que afectaban directamente a los judíos. Así lo expresó:
Al establecer nuestro Centro de Acción Religiosa, afirmamos el pacto de Dios con el pueblo judío. Aunque los judíos como individuos han estado a la vanguardia de la mayoría de los problemas sociales, los grupos judíos han tendido a limitar sus esfuerzos de acción social a esfuerzos relacionados directa o indirectamente con el estatus minoritario de los judíos. Hasta hace poco, la mayoría de los grupos judíos han empleado lo que he llamado el "enfoque televisivo" para la acción social.  Hemos seleccionado nuestros propios canales de actividad.  Hemos elegido nuestros propios programas. Hemos ajustado la imagen y nos hemos expresado en voz alta o en voz baja a nuestro gusto. Y con demasiada frecuencia, hemos apagado nuestros televisores y no nos hemos involucrado como grupo en la programación social del mundo. Hemos elegido nuestros propios programas.
El mensaje fue más allá y se trató de una llamada de atención al liderazgo reformista de su tiempo enfrascado en debates sobre la vida sinagogal más que en la preocupación de la paz en el mundo.
Al establecer nuestro Centro de Acción Religiosa, afirmamos el pacto hecho por el Judaísmo Reformista. Los fundadores de nuestro movimiento declararon que las leyes morales del judaísmo eran eternas mientras que las leyes rituales eran evanescentes. Qué trágico sería que nosotros, que pretendemos perpetuar su espíritu, excluyéramos el mensaje profético del judaísmo profético. ¿Continuaremos debatiendo una guía para la observancia ritual sin debatir al mismo tiempo guías para el comportamiento moral y normas para la sociedad? ¿Debe haber un punto de vista judío reformista sobre romper el cristal en las bodas y no un punto de vista judío reformista sobre romper el patrón del prejuicio racial? ¿Deberán nuestras congregaciones dedicar sus energías a aumentar las cuotas de membresía y no a aumentar la preocupación por la paz mundial? ¿Deberíamos buscar nuevos medios para atraer a la sinagoga a aquellos que no asisten y no buscar nuevos medios para tener un impacto en las vidas de aquellos que sí asisten? permanecer en silencio ante la injusticia y la inequidad en nuestra sociedad? No, respondemos. El propósito de nuestro Centro de Acción Religiosa, así como de nuestra Comisión de Acción Social, es guardar la alianza caminando ante Dios con todo el corazón.
Desde el Centro de Acción Religiosa, Hirsch se vinculó con la mayoría de los líderes de la capital estadounidense, incluyendo al presidente Lyndon Johnson, el entonces embajador israelí Yitzhak Rabin, todos los líderes interreligiosos importantes, incluido el Dr. Martin Luther King, a quien le dio un espacio de oficina en el edificio RAC siempre que venía a DC. De hecho, algunas secciones de la Ley de Derechos Civiles de 1964 que prohíbe la discriminación por motivos de raza, color, religión, sexo u origen nacional se redactaron en la sala de reuniones del CAR.

## Un sionista reformista
Hirsch fue el principal promotor de un cambio que alteró una de las bases de la Plataforma de Pittsburg, el documento religioso, ideológico y político que en 1885 sentó las bases para el Movimiento Judío Reformista.[cita requerida]

## Publicaciones
El rabino Hirsch fue colaborador frecuente de varias publicaciones en inglés y hebreo, y fue autor de seis libros sobre la aplicación del judaísmo a los problemas sociales contemporáneos, entre ellos:[cita requerida]
- Judaísmo y ciudades en crisis: no habrá pobres;
- El Camino de los Rectos; tu don más preciado;
- De la Colina al Monte: una búsqueda sionista reformista;
- Por el bien de Sion – Reformar el sionismo: una misión personal.

## Distinciones
En 2019, la Unión Mundial presentó el Premio Rabino Richard G. Hirsch de la Unión Mundial para el Judaísmo Progresista, otorgado a aquellos que, como el Rabino Hirsch, han hecho contribuciones excepcionales a la justicia social, el sionismo y el judaísmo progresista israelí y mundial. En la Bienal de la URJ en Chicago en 2019, la Unión Mundial otorgó el primer Premio Rabino Richard G. Hirsch a los Rabinos Naama Kelman y Levi Weiman-Kelman por sus contribuciones al judaísmo reformista en Israel y su liderazgo rabínico ejemplar.[cita requerida]